# سیما (نیومکزیکو)
سیما (به انگلیسی: Seama) یک منطقهٔ مسکونی در ایالات متحده آمریکا است که در شهرستان سیبولا، نیومکزیکو واقع شده‌است. سیما ۱۶٫۱۹ کیلومتر مربع مساحت و ۴۶۵ نفر جمعیت دارد و ۱٬۸۲۲ متر بالاتر از سطح دریا واقع شده‌است.